# Юрей (Колорадо)
Юрей (англ. Ouray) — місто (англ. city) в США, в окрузі Урей штату Колорадо. Населення — 898 осіб (2020).

## Географія
Юрей розташований за координатами 38°1′39″ пн. ш. 107°40′25″ зх. д. / 38.02750° пн. ш. 107.67361° зх. д. (38.027430, -107.673580).  За даними Бюро перепису населення США в 2010 році місто мало площу 2,28 км², уся площа — суходіл.

### Клімат
| Клімат : Юрей                            | Клімат : Юрей | Клімат : Юрей | Клімат : Юрей | Клімат : Юрей | Клімат : Юрей | Клімат : Юрей | Клімат : Юрей | Клімат : Юрей | Клімат : Юрей | Клімат : Юрей | Клімат : Юрей | Клімат : Юрей | Клімат : Юрей |
| Показник                                 | Січ.          | Лют.          | Бер.          | Квіт.         | Трав.         | Черв.         | Лип.          | Серп.         | Вер.          | Жовт.         | Лист.         | Груд.         | Рік           |
| Абсолютний максимум, °C                  | 15,6          | 16,1          | 20,0          | 23,9          | 28,9          | 33,3          | 32,8          | 32,2          | 30,6          | 28,9          | 23,9          | 15,6          | 33,3          |
| Середній максимум, °C                    | 2,8           | 4,0           | 7,1           | 12,1          | 17,6          | 23,3          | 25,8          | 24,5          | 21,2          | 15,3          | 7,3           | 3,1           | 13,7          |
| Середній мінімум, °C                     | −9,4          | −8,2          | −5,3          | −1,3          | 3,3           | 7,3           | 10,7          | 10,0          | 6,4           | 1,2           | −4,8          | −8,7          | 0,1           |
| Абсолютний мінімум, °C                   | −30           | −29,4         | −21,7         | −16,7         | −7,8          | −2,8          | 0,6           | 1,1           | −8,9          | −13,3         | −20           | −27,2         | −30           |
| Норма опадів, мм                         | 44            | 44            | 57            | 53            | 45            | 29            | 53            | 58            | 51            | 55            | 52            | 41            | 582           |
| ---------------------------------------- | ------------- | ------------- | ------------- | ------------- | ------------- | ------------- | ------------- | ------------- | ------------- | ------------- | ------------- | ------------- | ------------- |
| Джерело: Western Regional Climate Center |               |               |               |               |               |               |               |               |               |               |               |               |               |

## Демографія
Згідно з переписом 2010 року, у місті мешкало 1000 осіб у 457 домогосподарствах у складі 283 родин. Густота населення становила 438 осіб/км².  Було 800 помешкань (351/км²).
Расовий склад населення:
| - 95,2 % — білих - 0,8 % — азіатів - 0,4 % — корінних американців - 0,1 % — чорних або афроамериканців - 1,9 % — осіб інших рас |

До двох чи більше рас належало 1,6 %. Частка іспаномовних становила 8,2 % від усіх жителів.
За віковим діапазоном населення розподілялося таким чином: 21,7 % — особи молодші 18 років, 61,3 % — особи у віці 18—64 років, 17,0 % — особи у віці 65 років та старші. Медіана віку мешканця становила 45,1 року. На 100 осіб жіночої статі у місті припадало 101,6 чоловіків;  на 100 жінок у віці від 18 років та старших — 101,8 чоловіків також старших 18 років.
Середній дохід на одне домашнє господарство  становив 73 950 доларів США (медіана — 66 750), а середній дохід на одну сім'ю — 98 513 долари (медіана — 95 848). Медіана доходів становила 44 464 долари для чоловіків та 44 844 долари для жінок. За межею бідності перебувало 12,3 % осіб, у тому числі 6,4 % дітей у віці до 18 років та 1,8 % осіб у віці 65 років та старших.
Цивільне працевлаштоване населення становило 493 особи. Основні галузі зайнятості: мистецтво, розваги та відпочинок — 29,4 %, роздрібна торгівля — 17,4 %, фінанси, страхування та нерухомість — 8,3 %, освіта, охорона здоров'я та соціальна допомога — 8,3 %.